# Samvirkende Idræts-Foreninger Aalborg
Samvirkende Idræts-Foreninger Aalborg (SIFA) er en paraplyorganisation for idrætsforeninger i Aalborg Kommune, stiftet den 14. juli 1911. Formålet er at fremme udviklingen af medlemsforeningernes idrætsfaciliteter i kommunen.
I følge eget udsagn er de unik organisation i Danmark, da de er det eneste selvfinansierende og dermed uafhængigt samvirke, der arbejder udelukkende for idrættens interesser.

## Historie
SIFA blev stiftet i 1911 på initiativ af Eugen Schmidt, der også var medstifter af Danmarks Idrætsforbund.
Formålet med SIFA var fra starten at være en sammenslutning af idrætsforeninger i Aalborg, igennem hvilken man kunne fremme det indbyrdes samarbejde, samt arbejde for at sikre bedre kår for idrætten generelt.

## Idrætshistorisk Samling
SIFA Idrætshistorisk Samling er en samling af idrætshistorie i Aalborg Kommune i form af billeder, film og artikler, der har eksisteret siden 1979.

## TV Bingo
Siden 1985 har SIFA arrangeret TV Bingo. Det sendes alle ugens dage landsdækkende på dk4 og lokalt på TV Aalborg. Udsendelserne streames også live på deres hjemmeside.
TV-programmet er Danmarks næstældste, kun overgået af TV Avisen.
Frank Jensen har bl.a. været vært for programmet.
For at kunne spille skal man være medlem af seerforeningen SIFAKLUBBEN. Indtil 1. januar 2012 havde TV Bingo tilladelse til at spille offentligt, hvilket ikke krævede medlemskab.
Overskuddet fra spillene går til aktiviteter i idrætsklubber, der søger tilskud til især rejser og stævner.